# Ulzhausen
Ulzhausen ist ein Teilort Burgweilers, eine von acht Ortschaften der baden-württembergischen Gemeinde Ostrach im Landkreis Sigmaringen.

## Geographie

### Geographische Lage
Der Teilort Ulzhausen liegt 5,7 Kilometer südwestlich der Ortsmitte Ostrachs, zwischen Waldbeuren im Nordwesten, dem Pfrunger-Burgweiler Ried im Osten und Südosten, sowie dem zur Gemeinde Illmensee gehörenden Judentenberg im Südwesten.

## Geschichte
Mitte des 11. Jahrhunderts wurde Oudilshusin erstmals in einer Urkunde erwähnt, es gehörte zum Kloster Petershausen und unterlag der Gerichtsbarkeit der Grafschaft Heiligenberg.
1806 wurde Ulzhausen badisch, ab 1924 gehörte es zum Gemeindeverbund Burgweiler und wurde im Zuge der Gebietsreform in Baden-Württemberg als Ortsteil von Burgweiler am 1. Januar 1975 nach Ostrach umgegliedert.